# Santa María Yucuhiti
Santa María Yucuhiti är en kommun i Mexiko.   Den ligger i delstaten Oaxaca, i den sydöstra delen av landet, 300 km sydost om huvudstaden Mexico City.
Följande samhällen finns i Santa María Yucuhiti:
- Miramar
- Reyes Llano Grande
- Guadalupe Buenavista
- San Felipe de Jesús Pueblo Viejo
- Yuteyubi
- Unión y Suspiro
- La Soledad Caballo Rucio
- 12 de Mayo
- Takava
- Rancho Nuevo
- Ino-Itún
- Peña Flor
- Peña Blanca
- Llano del Triunfo
- Paraje Viejo